# Diemeringen
Diemeringen [diməʁiŋən] est une commune française située dans la circonscription administrative du Bas-Rhin et, depuis le 1er janvier 2021, dans le territoire de la Collectivité européenne d'Alsace, en région Grand Est.
Depuis 1793, cette commune se trouve dans la région historique et culturelle d'Alsace ; elle fait également partie du parc naturel régional des Vosges du Nord.

## Géographie

### Localisation
Diemeringen est située en France, dans la vallée de l'Eichel en Alsace bossue. La commune fait partie du parc naturel régional des Vosges du Nord.
Le bourg est situé à 9 km de Sarre-Union, à 10 km de Drulingen, à 14 km de Rohrbach-lès-Bitche, à 26 km de Sarreguemines et à 30 km d'Ingwiller.

### Géologie et relief
La commune se compose de 123,50 hectares de territoires artificialisés (13,75 %), 774,38 hectares de territoires agricoles (86,23 %) et 0,03 hectares de forêts et milieux semi-naturels (0,00 %).
Espaces naturels :
- Trois espaces protégés hors Natura 2000 Vosges du Nord :

Réserve de Biosphère, zone tampon,
Réserve de Biosphère, zone de transition,
Parc naturel régional,
- Cinq zones naturelles d'intérêt écologique, faunistique et floristique (Znieff) :

Prés-vergers à Dehlingen, Lorentzen et Butten,
Vallons du Spielersbach et du Mittelbach à Ratzwiller et Waldambach,
Prairies, vergers et vallons humides d'Alsace Bossue à Mackwiller et Thal-Drulingen,
Paysage agricole et forestier diversifié d'Alsace Bossue
Prés-vergers d'Alsace Bossue.
- Inventaire national du Patrimoine géologique :

Passage Couches à Myacites/Couches à Térébratules (Muschelkalk inférieur) à Diemeringen et à Butten.

### Sismicité
Commune située dans une zone de sismicité 2 faible.

### Hydrographie et les eaux souterraines
Hydrogéologie et climatologie : Système d’information pour la gestion de l’Aquifère rhénan, par le BRGM :
Territoire communal : Occupation du sol (Corinne Land Cover); Cours d'eau (BD Carthage),
Géologie : Carte géologique; Coupes géologiques et techniques,
 Hydrogéologie : Masses d'eau souterraine; BD Lisa; Cartes piézométriques.
La commune est dans le bassin versant du Rhin au sein du bassin Rhin-Meuse. Elle est drainée par le ruisseau l'Eichel et le ruisseau le Grentzbach,.
L'Eichel, d'une longueur totale de 32,4 km, prend sa source dans la commune de Petersbach et se jette  dans la Sarre à Herbitzheim, après avoir traversé 16 communes. Les caractéristiques hydrologiques de l'Eichel sont données par la station hydrologique située sur la commune. Le débit moyen mensuel est de 1,28 m3/s. Le débit moyen journalier maximum est de 18,8 m3/s, atteint lors de la crue du 6 mars 2020. Le débit instantané maximal est quant à lui de 41,1 m3/s, atteint le 8 avril 2022.
Le Grentzbach, d'une longueur totale de 21,2 km, prend sa source dans la commune de Goetzenbruck et se jette  dans l'Eichel à Waldhambach, après avoir traversé neuf communes. 

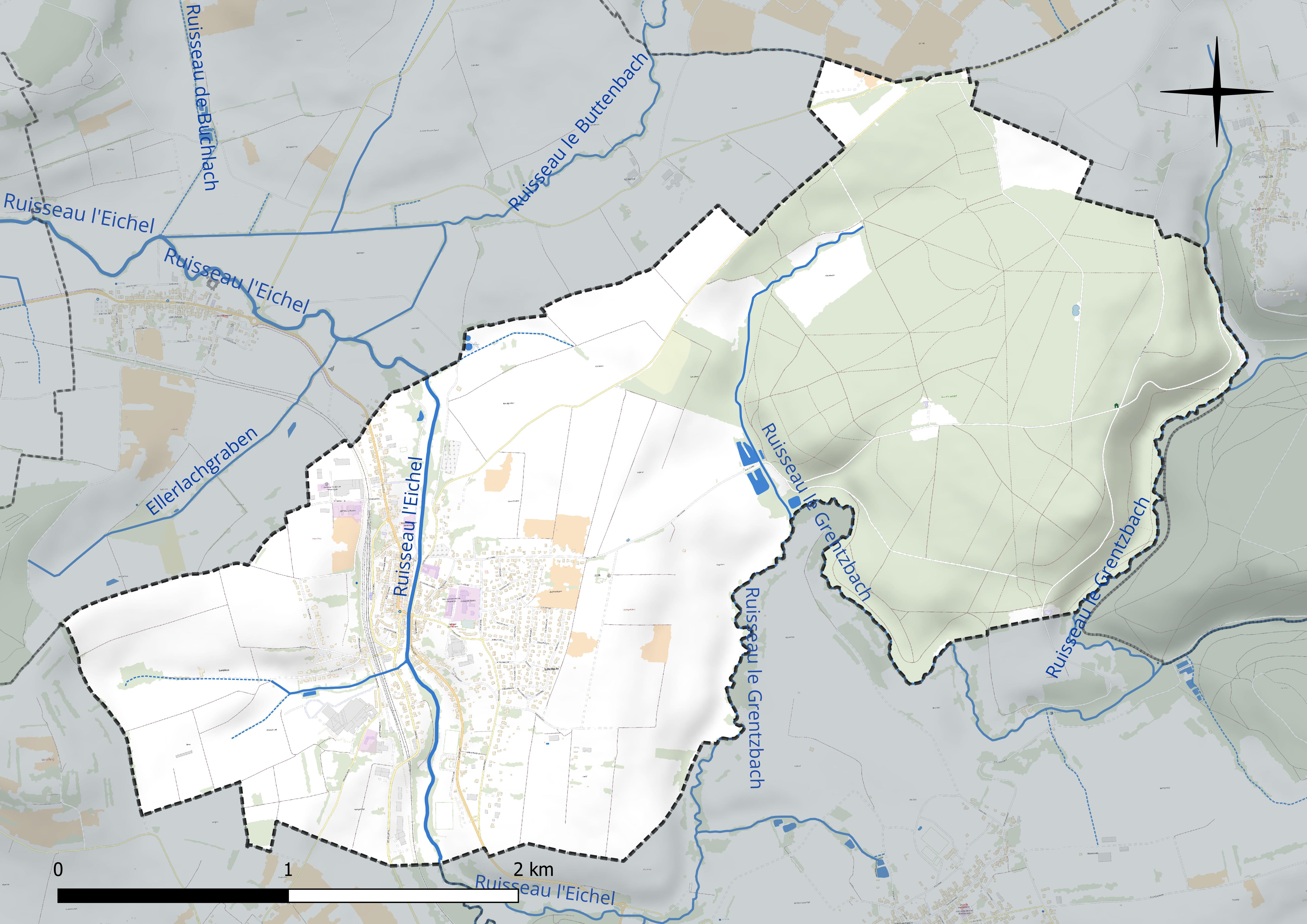
Réseau hydrographique de Diemeringen.

### Climat
Pour des articles plus généraux, voir Climat du Grand Est et Climat du Bas-Rhin.
En 2010, le climat de la commune est de type climat des marges montargnardes, selon une étude du Centre national de la recherche scientifique s'appuyant sur une série de données couvrant la période 1971-2000. En 2020, Météo-France publie une typologie des climats de la France métropolitaine dans laquelle la commune est exposée à un climat semi-continental et est dans la région climatique  Vosges, caractérisée par une pluviométrie très élevée (1 500 à 2 000 mm/an) en toutes saisons et un hiver rude (moins de 1 °C). 
Pour la période 1971-2000, la température annuelle moyenne est de 10 °C, avec une amplitude thermique annuelle de 17,3 °C. Le cumul annuel moyen de précipitations est de 882 mm, avec 11,8 jours de précipitations en janvier et 9,7 jours en juillet. Pour la période 1991-2020, la température moyenne annuelle observée sur la station météorologique de Météo-France la plus proche, « Berg », sur la commune de Berg à 5 km à vol d'oiseau, est de 10,4 °C et le cumul annuel moyen de précipitations est de 801,8 mm. 
La température maximale relevée sur cette station est de 37,4 °C, atteinte le 25 juillet 2019 ; la température minimale est de −16,8 °C, atteinte le 7 février 2012,,. 
Les paramètres climatiques de la commune ont été estimés pour le milieu du siècle (2041-2070) selon différents scénarios d'émission de gaz à effet de serre à partir des nouvelles projections climatiques de référence DRIAS-2020. Ils sont consultables sur un site dédié publié par Météo-France en novembre 2022.

### Voies de communications et transports

#### Voies routières
La commune est traversée par la route départementale 919 (desserte régionale) qui mène de Haguenau à Sarreguemines.

L'échangeur  43 de l'autoroute A4 est à 8 km du village.
| Lorentzen  |             | Butten et Ratzwiller |
|            | Diemeringen |                      |
| Mackwiller |             | Waldhambach          |

#### Transports en commun
- Transports en Alsace.
- Fluo Grand Est.

##### SNCF
- La commune est desservie par la gare de Diemeringen[25] située sur la ligne de Strasbourg à Sarreguemines.
- Gare de Tieffenbach - Struth.
- Gare de Sarre-Union.
- Gare d'Oermingen.
- Ancienne gare de Voellerdingen.

## Urbanisme

### Typologie
Au 1er janvier 2024, Diemeringen est catégorisée bourg rural, selon la nouvelle grille communale de densité à sept niveaux définie par l'Insee en 2022.
Elle est située hors unité urbaine et hors attraction des villes,.

### Occupation des sols
L'occupation des sols de la commune, telle qu'elle ressort de la base de données européenne d’occupation biophysique des sols Corine Land Cover (CLC), est marquée par l'importance des territoires agricoles (86,2 % en 2018), en augmentation par rapport à 1990 (49,9 %). La répartition détaillée en 2018 est la suivante : 
terres arables (68,9 %), prairies (17,4 %), zones urbanisées (10,8 %), zones industrielles ou commerciales et réseaux de communication (3 %). L'évolution de l’occupation des sols de la commune et de ses infrastructures peut être observée sur les différentes représentations cartographiques du territoire : la carte de Cassini (XVIIIe siècle), la carte d'état-major (1820-1866) et les cartes ou photos aériennes de l'IGN pour la période actuelle (1950 à aujourd'hui).

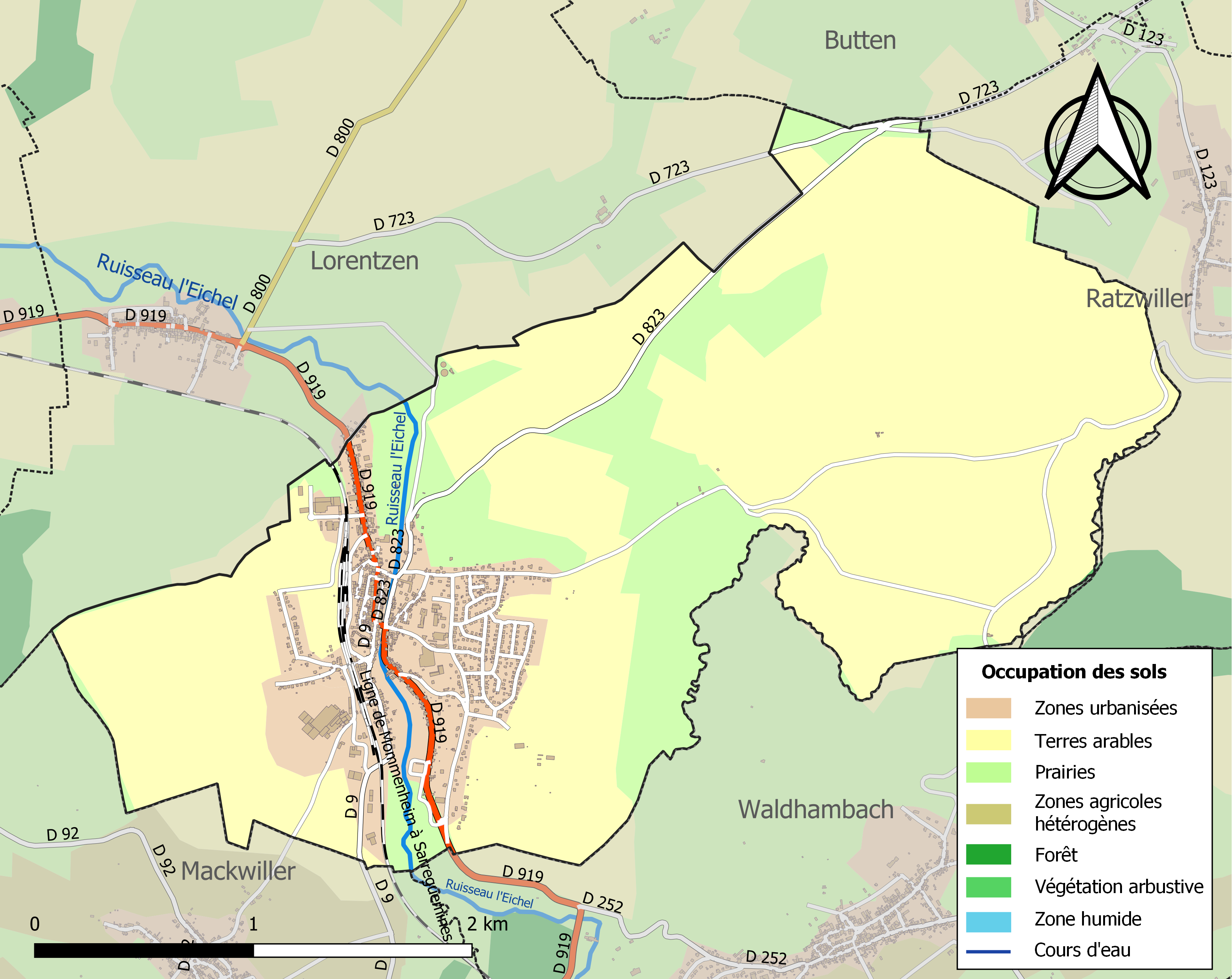
Carte des infrastructures et de l'occupation des sols de la commune en 2018 (CLC).

## Toponymie
- D'un nom de personne germanique Diemar suivi du suffixe -ingen.
- Diemeringen (1793)[31]. Diemerínge[32] et Dììmeringe en francique rhénan.

## Histoire

### Résumé
La seigneurie de Diemeringen appartenait à la famille de Wittelsbach-Deux-Ponts, qui l'accorda en fief au sire de Fénétrange. Elle comprenait Vœllerdingen et Butten qui s'en détachèrent en 1422, Ratzwiller et Dehlingen.
Plusieurs fois morcelée, elle passa par héritage des Mœurs-Sarrewerden aux Rhingraves de Salm à la fin du XVe siècle, lesquels rachetèrent en outre l'autre moitié. Ils y introduisirent la Réforme à partir de 1565.
Ravagée comme toute la région au cours des guerres du XVIIe siècle, elle fut de nouveau morcelée entre différents seigneurs au XVIIIe siècle. À la veille de la Révolution, elle formait toujours une enclave étrangère entre l'Alsace et la Lorraine devenues françaises ; comme les autres territoires relevant des princes possessionnés, la Convention l'annexa à la République française en 1793.
À la suite d'une loi du 28 juin 1829, une partie du ban communal fut cédé à la commune mosellane de Rahling.

### Chronologie[36]

#### Préhistoire
- Âge néolithique : des établissements humains sont reconnus à Dehlingen, Ratzwiller, Waldhambach, Mackwiller… silex trouvés à Diemeringen, Lorentzen, Voellerdingen…
- Âge du bronze : témoins découverts à Diemeringen (Lechberg), Mackwiller, Oermingen, Weidesheim.
- Âge du fer * La Tène : témoins découverts à Diemeringen, Domfessel, Kalhausen.

#### Les traces de l'Antiquité
Époque gallo-romaine (Gallia Belgica) : Mackwiller (thermes, sanctuaire), Domfessel, Voellerdingen, Oermingen (Lutterb. Hof), Ratzwiller-Burg, Dehlingen (établissement métallurgique de Gorgelbach), * Durstel, Rexingen, Bettwiller, Sarre-Union…

#### Diemeringen durant la période médiévale
- Époque mérovingienne (Austrasie) : sépultures à Mackwiller, Diemeringen (Lechberg), Lorentzen, Domfessel, Ratzwiller.

Christianisation. Possessions de l’abbaye de Wissembourg à Mackwiller (711, 715), Waldhambach (713), Durstel (718), Asswiller (718) ; peut-être à Dehlingen (737) et à Diemeringen…
- IXe siècle (Lotharingie) : 870 : région attachée à l’Empire franc oriental (germanique). Eichelgau, (Achilgowe, pagus aculinensis), à l’est du Saargau.
- Xe siècle : parmi les abbayes possessionnées dans le pays de l’Eichel figure Marmoutier (Ratzwiller, Vœllerdingen…).
- XIIe siècle : le pays de l’Eichel dépend des comtes du Saargau, maîtres également du Bliesgau (le comte Simon Ier avait épousé la fille du comte Folmar de Bliescastel).
- XIIIe siècle : son fils (Henri Ier) est à la fois comte de Sarrebruck et de Deux-Ponts (Zweibrucken dépendait de Bliescastel).

Henri II (✝ 1282), fils cadet de Henri Ier, devient comte de Deux-Ponts. Les seigneurs de Fénétrange tiennent en fief des comtes de Deux-Ponts le château de Diemeringen. (Les nobles de Malberg, avoués de l’abbaye de Remiremont dont dépendait Fénétrange, tenaient en 1224 Fénétrange comme fief héréditaire et prirent le nom de «Finstingen»).
- 1275 : lors de son mariage avec Catherine, fille du comte Henri II de Deux-Ponts, Hugues de Fénétrange reçoit en toute propriété, dégagée de tout lien de dépendance féodale, le château de Diemeringen. Le document contient la première mention faite de Dymeringen.
- 1289 : Hugues de Fénétrange accorde à la ville de Diemeringen (Diemeringen die Stat) une série de privilèges. Freiheitsbrief.
- 1350 (* 1483) : une famille noble de ministériaux porte le nom de Diemeringen ; leurs armes ont donné celles de Diemeringen (après 1950).
- 1422 : Henri de Fénétrange engage Diemeringen (Sloß Diemeringen, burg, stat und vorburge), Dehlingen, Butten, Vœllerdingen et quelques hameaux au comte Philippe Ier de Nassau-Sarrebruck. Le gage est repris partiellement au bout d’un demi-siècle. Vers 1474, Diemeringen et Dehlingen reviennent aux Fénétrange, alors que Butten et Vœllerdingen restent à Nassau-Sarrebruck.
- 1452 : à l’occasion du conflit entre Jean de Fénétrange et les comtes palatins Étienne et Louis, les troupes de ces comtes dévastent Diemeringen.
- 1474 : à la mort de Jean, dernier sire de Fénétrange, la moitié de la seigneurie de Diemeringen passe au comte Nicolas de Moers-Saarwerden, du fait de son mariage avec Barbe de Fénétrange.
- 1482 : cette propriété échoit au Rhingrave Jean VI (✝ 1499), comte de Salm, seigneur de Morhange, par suite de son mariage avec Jeannette, comtesse de Saarwerden, fille de Nicolas de Moers-Saarwerden et de Barbe de Fénétrange.

Au moyen d’achats, Jean VI finit par devenir la maître de la totalité de la seigneurie de Diemeringen (le père de Jean VI, Jean V, « Wild* und Rheingraf » dont les aïeux avaient réuni les territoires des Wildgrafen du pays de la Nahe moyenne (Kirburg, Dhaun…) et ceux des Rheingrafen de la région de Munster am Stein, avait lui-même acquis en 1449-1459 la copropriété du comté de Salm-en-Vosges et des seigneuries de Morhange et de Puttelange de par son mariage avec Jeannette, fille héritière de Simon II, comte de Salm).
- 1520 : Jean VI, mort en 1449, laisse des fils mineurs qui, arrivés à la majorité, partagent en 1520 l’héritage paternel : le plus jeune, Jean VII, reçoit en plus du « Wildgraviat » de Kirburg (Hunsrück) notamment les terres de Morhange, Puttelange et Diemeringen et dans la suite cette branche rhingravienne dite de Kirburg reçoit encore des droits importants sur Fénétrange.
- 1525 : sous le règne de Jean VII eut lieu la guerre des Paysans : Diemeringen est occupé, et à la nouvelle de l’avance rapide de l’armée du duc Antoine de Lorraine, la troupe paysanne dite de Herbitzheim quitte la région en direction de Graufthal-Saverne.

#### Diemeringen à l'époque Moderne
- 1531 : Au partage entre les fils de Jean VII (✝ 1531), Diemeringen passe à Jean VIII dit de Morhange. À la mort de Jean VIII (1548), son fils Othon n’a pas dix ans. Par suite de circonstances favorables, il réussira au cours des années à rassembler l’héritage de son grand-père Jean VII. C’est lui qui introduit sur ses terres la Réforme, à partir de 1555, à Diemeringen vers 1565. À la même époque, ses cousins, de la branche rhingravienne de Dhaun, tout en étant protestants, combattent, à la tête de leurs cavaliers, les huguenots en France.
- 1607 : Après la mort d’Othon, nouveau partage : Morhange et Diemeringen échoient à Jean IX (✝ 1623).
- Guerre de Trente Ans : Deux de ses fils, Jean Philippe et Othon Louis, engagés pour la défense de la cause protestante au service du roi de Suède Gustave II Adolphe, occupent d’importantes fonction militaires ; le second, général de cavalerie, délivre en 1633 Diemeringen des occupants lorrains (il est décédé dès 1634 à Spire) ; le premier sera général dans l’armée du duc Bernard de Saxe (il est tué en 1638 au combat de Rheinfelden).

Cette guerre a durement éprouvé le pays de Diemeringen : la ville est occupée de 1629 à 1633 par les troupes lorraines, elle a une garnison suédoise en 1634 ; est prise par les Impériaux de Gallas en 1635. Les Lorrains l’occupent encore en 1641-1643, puis de 1647-1659 bien au-delà des traités de Westphalie. C’étaient aussi des temps où la famine et les épidémies ont ravagé la population (surtout en 1635-1637).
- 1656-1669 : Le comte Bernard Louis de Morhange, fils de Jean Philippe, ayant été tué en 1656, à l’âge de 20 ans, en Pologne au service de la Suède, c’est le fils d’Othon Louis, Jean XI, qui réunit en ses mains l’ensemble des terres possédées un siècle auparavant par l’arrière-grand-père Othon. C’est à la suite du recours qu’il introduit à la Diète impériale que les territoires de Morhange et de Diemeringen occupés par le duc de Lorraine lui sont restitués. En 1669, il épouse Élisabeth-Jeanne de Veldenz, comtesse palatine, mais bientôt il va se séparer d’elle[réf. nécessaire].
- 1670-1673 : Les années 1670-1673 sont marquées dans la seigneurie par le lamentable spectacle d’une douzaine d'exécutions capitales pour sorcellerie[37].
- 1674-1697 : Lors de la guerre de Hollande, Diemeringen est pris, le 3 mars 1674, par des unités de l’armée de Turenne ; le château et les fortifications sont détruites en 1677. En 1680, par décision des Chambres de réunion, les terres des rhingraves sont en grande partie incorporées au royaume de Louis XIV (province de la Sarre). Jean XI rend hommage au roi pour Morhange et Diemeringen. Le traité de Ryswick (1697) met fin à cette occupation.
- 1688-1718 : À la mort de Jean XI (1688), Diemeringen est laissé à sa veuve comme possession viagère. Elle y construit une nouvelle résidence ; elle y est décédée en 1718.
- 1718-1792 : La succession de Jean XI et celle, trente ans après, de la veuve douairière ont donné lieu à de longues contestations. L’arrêt rendu par la Chambre impériale resté indivis et le mode de jouissance des revenus. Un bailli dirige les affaires de la seigneurie au nom des quatre branches (la seigneurie était dite vierherrig). Quant aux revenus, le prince de Salm-Salm avait droit à 3/16, le prince de Salm-Kirburg à 3/16, le rhingrave de Grumbach à 5/16 et celui de Rheingrafenstein à 5/16. Les proportions sont modifiées par suite de l’extinction de telle ou telle lignée.
- 1793-1801 : Après divers mouvements populaires, la Convention décrète, le 3 frimaire an II (1793), la réunion de la seigneurie à la République. Formation du canton de Diemeringen (1793-1801) qui fait partie successivement du district de Saverne (1800-1801). Diemeringen est ensuite rattaché au canton de Drulingen, Ratzwiller et Dehlingen à celui de Sarre-Union. Le traité de Lunéville (1801) ratifie la décision de l’acte révolutionnaire de 1793.

Le dernier bailli seigneurial Louis Hoppe (1745-1807) remplit diverses charges sous le régime français : avant 1800 celle d’administrateur municipal, puis celles de suppléant du juge de paix Teutsch de Drulingen et de notaire impérial.
- 1829 : Les enclaves minuscules de Griesbach (Hammerhof), Altmatt-Neumatt et la forêt du Kohlkopp, anciennes dépendances de la seigneurie, puis de la commune de Diemeringen, sont réunies à la commune de Rahling (Moselle).

Depuis son rattachement à la France en 1793, Diemeringen et les autres communes partagent le sort du département du Bas-Rhin.

### Héraldique
| Blason de Diemeringen | Blason  | D'argent au chevron ployé de gueules chargé de trois coquilles d'or.             |
| Blason de Diemeringen | Détails | Les armes de Diemeringen sont celles de l'ancienne famille noble de Diemeringen. |

## Politique et administration

### Enseignement
Établissements d'enseignements :
- École maternelle et primaire,
- Collège,
- Lycées à Sarre-Union, Bitche, Phalsbourg.

### Santé
Professionnels et établissements de santé :
- Médecins à Diemeringen, Sarre-Union, Drulingen, Oermingen, Montbronn, Soucht,
- Pharmacies à Diemeringen, Sarre-Union, Drulingen, Montbronn, Herbitzheim,
- Hôpitaux à Sarre-Union, Sarralbe, Phalsbourg, Sarreguemines.

### Cultes
- Culte protestant[45].
- Culte catholique, Communauté de paroisses Clochers du Kirchberg[46], Diocèse de Strasbourg.

## Économie

### Entreprises et commerces

#### Agriculture
- Agriculteurs, éleveurs[47],[48].

#### Tourisme
- Maison d'hôtes, Chambres d'hôtes, Gîtes ruraux à  Domfessel, Rahling, Burbach, Hinsbourg, Soucht...
- Restauration traditionnelle.
- Débits de boissons.

#### Commerces
- Commerces et services de proximité[49].

### Intercommunalité
Commune membre de la Communauté de communes de l'Alsace Bossue.

## Population et société

### Démographie

#### Évolution démographique
L'évolution du nombre d'habitants est connue à travers les recensements de la population effectués dans la commune depuis 1793. Pour les communes de moins de 10 000 habitants, une enquête de recensement portant sur toute la population est réalisée tous les cinq ans, les populations de référence des années intermédiaires étant quant à elles estimées par interpolation ou extrapolation. Pour la commune, le premier recensement exhaustif entrant dans le cadre du nouveau dispositif a été réalisé en 2007.

En 2022, la commune comptait 1 585 habitants, en évolution de −1,74 % par rapport à 2016 (Bas-Rhin : +3,17 %, France hors Mayotte : +2,11 %).
| 1793 | 1800 | 1806 | 1821 | 1831 | 1836  | 1841 | 1846 | 1851  |
| ---- | ---- | ---- | ---- | ---- | ----- | ---- | ---- | ----- |
| 715  | 570  | 740  | 923  | 954  | 1 042 | 959  | 972  | 1 005 |

| 1856 | 1861 | 1866 | 1871 | 1875 | 1880 | 1885 | 1890 | 1895 |
| ---- | ---- | ---- | ---- | ---- | ---- | ---- | ---- | ---- |
| 919  | 993  | 979  | 922  | 879  | 886  | 886  | 898  | 977  |

| 1900 | 1905  | 1910  | 1921  | 1926  | 1931  | 1936  | 1946  | 1954  |
| ---- | ----- | ----- | ----- | ----- | ----- | ----- | ----- | ----- |
| 976  | 1 003 | 1 039 | 1 009 | 1 002 | 1 017 | 1 041 | 1 086 | 1 057 |

| 1962  | 1968  | 1975  | 1982  | 1990  | 1999  | 2006  | 2007  | 2012  |
| ----- | ----- | ----- | ----- | ----- | ----- | ----- | ----- | ----- |
| 1 133 | 1 216 | 1 294 | 1 407 | 1 542 | 1 654 | 1 642 | 1 640 | 1 642 |

| 2017  | 2022  | - | - | - | - | - | - | - |
| ----- | ----- | - | - | - | - | - | - | - |
| 1 600 | 1 585 | - | - | - | - | - | - | - |

## Informations générales et statistiques
Pour l'année 2007 :
- la population était de 1 640 personnes, comprenant 50,1 % d'hommes et 49,9 % de femmes (contre 1 655 habitants, dont 49,5 % d'hommes et 50,5 % de femmes en 1999) ;
- le nombre de célibataires représentait 29,8 % de la population ;
- les couples mariés composaient 55 % de la population ;
- les divorcés représentaient 5,8 % ;
- le nombre de veufs était de 9,4 %.

Quelques données économiques :
- le taux de chômage, en 2007, était de 8,8 %, contre 8,4 % en 1999 ;
- les retraités et les préretraités représentaient 22,1 % de la population en 2007, contre 17,5 % en 1999 ;
- le taux d'activité était de 71,9 % en 2007, contre 71,5 % en 1999.

### Budget et fiscalité 2023
En 2023, le budget de la commune était constitué ainsi :
- total des produits de fonctionnement : 1 578 000 €, soit 967 € par habitant ;
- total des charges de fonctionnement : 923 000 €, soit 566 € par habitant ;
- total des ressources d'investissement : 951 000 €, soit 593 € par habitant ;
- total des emplois d'investissement : 799 000 €, soit 490 € par habitant ;
- endettement : 1 940 000 €, soit 1 189 € par habitant.

Avec les taux de fiscalité suivants :
- taxe d'habitation : 17,91 % ;
- taxe foncière sur les propriétés bâties : 25,28 % ;
- taxe foncière sur les propriétés non bâties : 60,04 % ;
- taxe additionnelle à la taxe foncière sur les propriétés non bâties : 45,11 % ;
- cotisation foncière des entreprises : 17,75 %.

Chiffres clés Revenus et pauvreté des ménages en 2021 : médiane en 2021 du revenu disponible, par unité de consommation : 22 840 €.

## Lieux et monuments

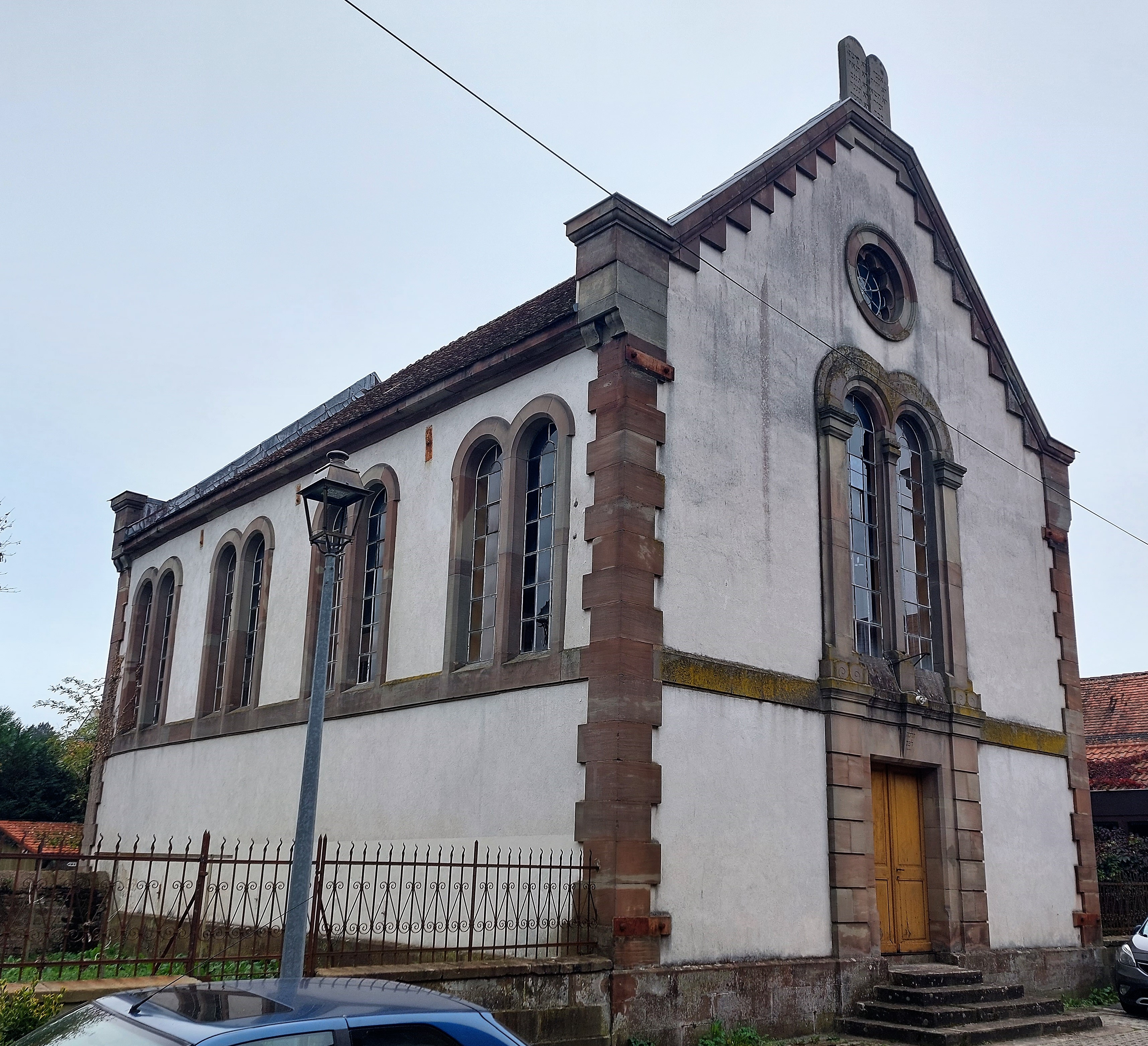
Synagogue.
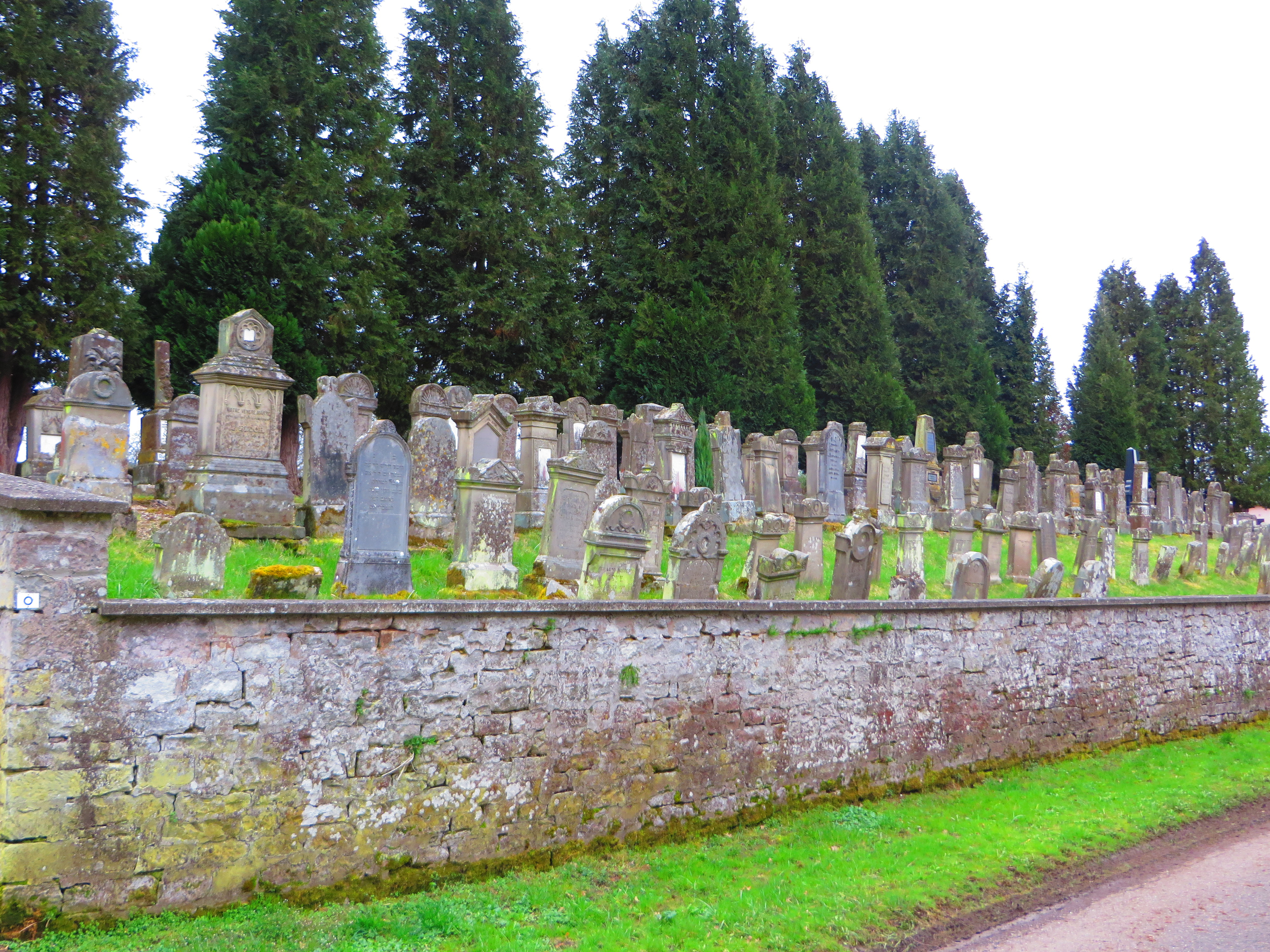
Cimetière israélite.
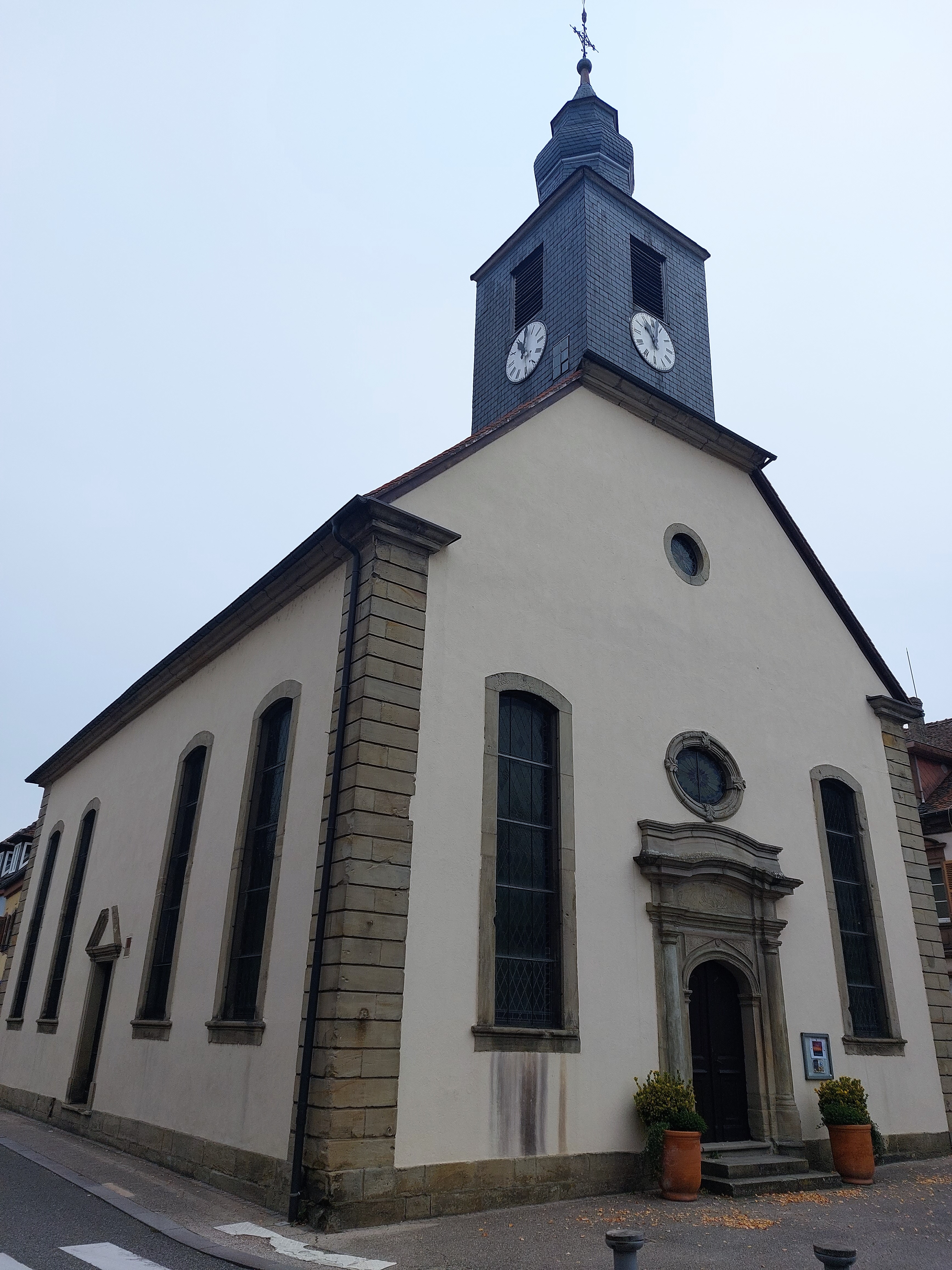
Église paroissiale.
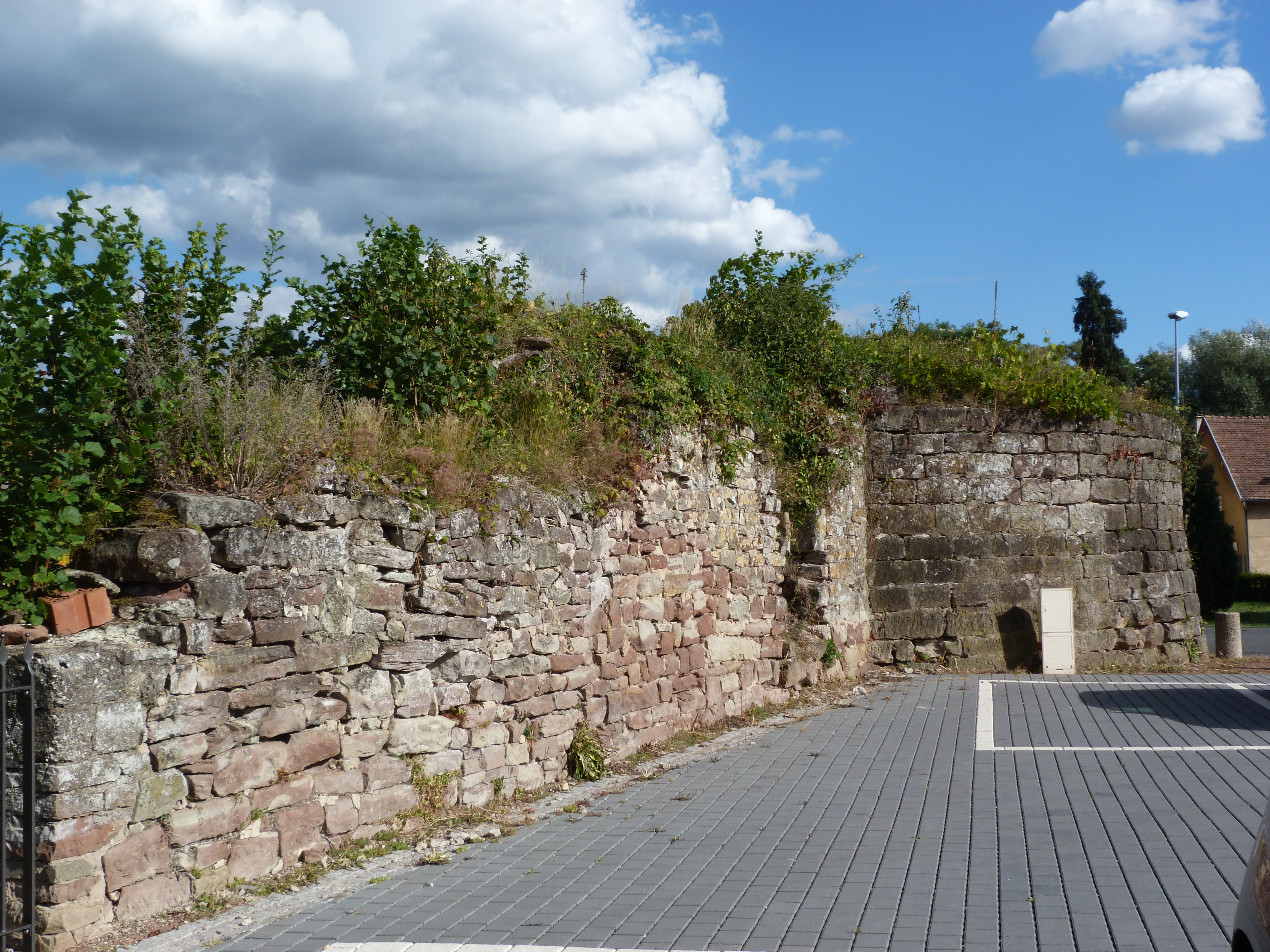
Enceinte médiévale.
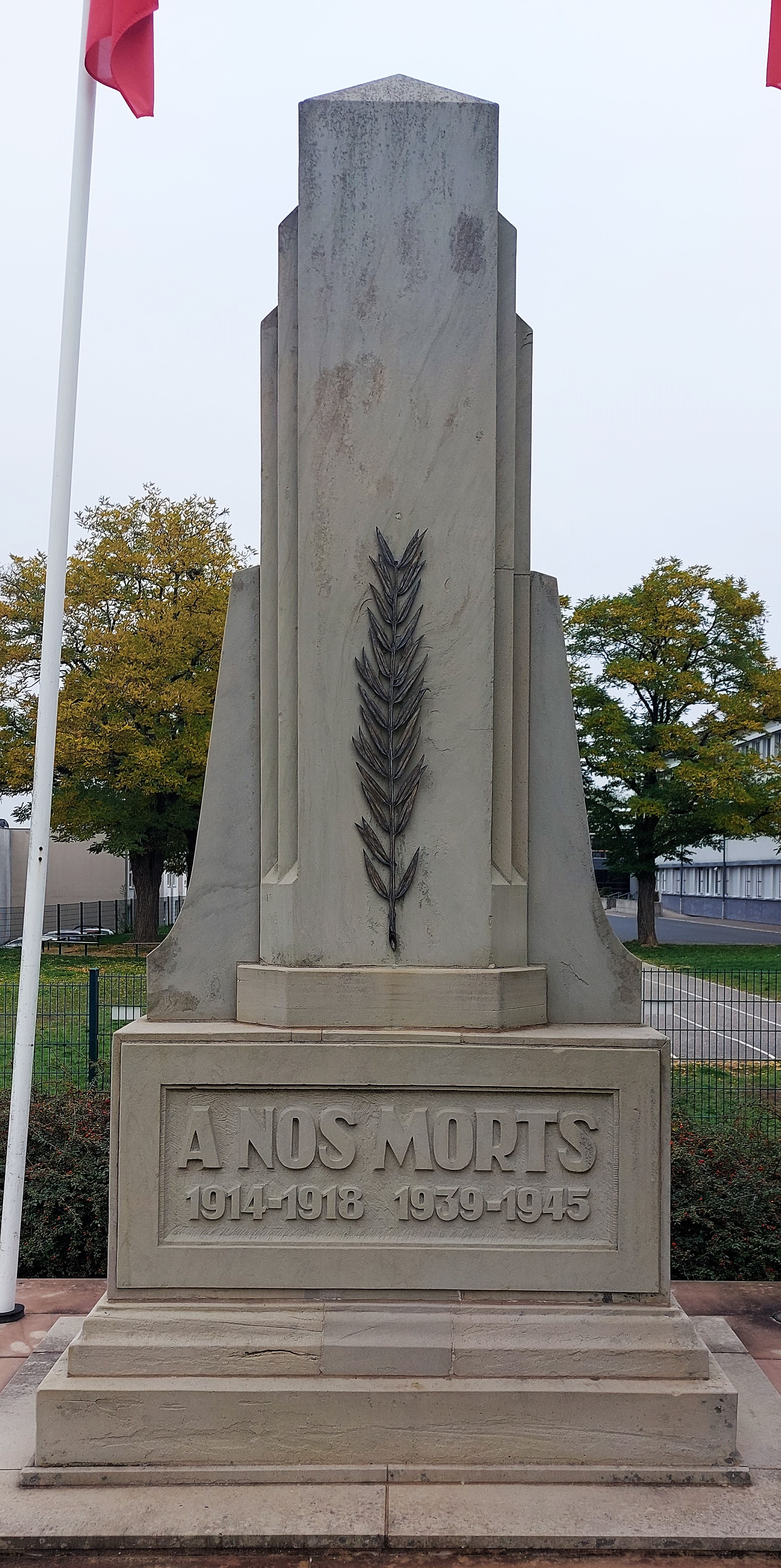
Monument aux morts.

Patrimoine religieux :
- Église protestante[56].
- Église Saint-Jean-Marie-Vianney.

Orgue de Koenig Jean Georges (facteur d'orgues),.
- Patrimoine juif : synagogue (1867)[59], cimetière (1770)[60], école juive[61] et mikvé[62] (1862)[63],[64].
- Monument aux morts[65] : Conflits commémorés : Guerres franco-allemande 1914-1918 - 1939-1945.

Autres lieux :
- Parcours de santé[66].
- Fortification d'agglomération[67],[68].
- Le château de Diemeringen[69] - Construit de 1275 au XVIIIe siècle. Il fut une maison puis une ferme. Il ne reste que des vestiges.
- Jardin du château de Lorentzen[70].
- Relais de poste[71].
- Moulin[72].

## Personnalités liées à la commune
- Otto von Diemeringen, chanoine du chapitre de la cathédrale de Metz et traducteur des Itineraria de Jean de Mandeville en allemand, en collaboration avec Michel Velser (de) au XIVe / XVe siècle.
- Paul Paray (1886-1979), célèbre chef d'orchestre, il passe plusieurs vacances dans la commune, chez son ami Albert Falck. La rue menant à la mairie de la commune porte son nom.
- Pasteur Jean Ringel (1805-1885), pasteur de Diemeringen de 1853 à 1864, accessoirement archéologue[73] et ethnologue. Il est à l'origine de nombreuses et précieuses découvertes archéologiques en Alsace Bossue, à Ratzwiller, Domfessel, Mackwiller, Dehlingen pour ne citer que ces lieux-ci. Ringel publie également un grand nombre de légendes d'Alsace Bossue et plus particulièrement de Diemeringen. Il était également le père du sculpteur, graveur et médailleur Jean-Désiré Ringel, dit Jean-Désiré Ringel d'Illzach.
- Alfred Westphal (1907-1992), résistant, maire de Diemeringen de 1959 à 1971, conseiller général de Drulingen de 1945 à 1982, conseiller de la République puis sénateur du Bas-Rhin de 1946 à 1952, député de Saverne de 1962 à 1973. Créateur, avec Robert Geyer, maire de La Petite-Pierre, et Yves Villers Ingénieur ONF, du parc naturel régional des Vosges du Nord, à cheval entre Alsace et Lorraine, puis premier président de la structure intercommunale publique, porteuse du parc naturel.